# Raymond de Geouffre de La Pradelle
Pour les articles homonymes, voir Famille de Geoffre et Pradelle (homonymie).
Raymond de Geouffre de La Pradelle de Leyrat, né le 22 novembre 1910 à Paris et mort le 19 juillet 2002 à Versailles, est un avocat français.

## Biographie

### Jeunesse et famille
Son nom vient d'un village appartenant à la commune de Rignac dans l'Aveyron. Né d'Albert Geouffre de La Pradelle et Thérèse Paul-Toinet, marié le 11 octobre 1934 à Hélène Boudet de Castelli (1915), avec qui il a trois enfants : Géraud, Arnaud et Marie-Ange (épouse Christian Herter). Divorcé, il se remarie le 12 juin 1972 avec Éliane Puech. Sa petite fille Florence, siège au conseil d'administration de Bibliothèques sans frontières ; Laure, est spécialisée en droit des successions et Anne-Véronique Herter, est spécialisée dans le harcèlement moral au travail.

### Formation
Il étudie au lycée Buffon et à l’École Tannenberg à Paris. Diplômé de l’École libre des sciences politiques en diplomatie, il passe le barreau, en 1934[Où ?], et devient secrétaire de l'Italo-Ethiopian Commission, en 1935, de la Conférence des avocats, en 1938, secrétaire général, en 1951, vice-président, de 1956 à 1960, de la section française de l'International Law Association, secrétaire général de l'International Juridical Air Comity, de 1952 à 1955, puis de l'Association France-Égypte, en 1965.

### Carrière
Avant la Seconde Guerre mondiale, il défend des membres de la Cagoule. Pendant l’Occupation, il défend des personnes poursuivies pour résistance, dont certaines qu’il dissimule chez lui, parmi elles, Jacques Foccart, arrivé blessé. À la Libération, il défend des collaborateurs à la demande du nonce et futur pape Jean XXIII, dont son oncle Pierre, conseiller municipal, avocat et magistrat, poursuivi à la Libération pour avoir été juge d’instruction sous Vichy. 
Il est proche de Maurice Bardèche (Rivarol) et Pierre Boutang (La Nation française).[réf. nécessaire]
En 1949, il défend des militaires allemands poursuivis devant les tribunaux français, demande des précisions à Henri Donnedieu de Vabres quant à la légalité des procès de Nuremberg,  siège, au sein de la Haute commission alliée, au comité directeur de l'Association pour la Sauvegarde des Biens et Intérêts français à l'Étranger (ASBIFE), aux côtés des représentants de Saint-Gobain, Schlumberger, la Société alsacienne de constructions mécaniques, du secteur du caoutchouc, du pétrole, de la chimie, de la construction mécanique et électrique, du textile, de l'agroalimentaire parmi lesquels cinq maisons de champagne. 
Le 27 septembre 1956, il se demande si l'Égypte a violé le droit international, pendant la crise de Suez ? En 1959, dans Le Monde, il refuse toute prise de possession soviétique de la Lune, après l'alunissage de Luna 2. En 1960, dans une tribune du Figaro concernant Adolf Eichmann, il exprime l'opinion qu'« aucun texte ne permet de donner compétence à l’Etat d’Israël » pour juger le criminel nazi, les tribunaux allemands étant, selon lui, « seuls compétents pour juger Eichmann »:
Il défend l'écrivain négationniste Paul Rassinier, qu'il qualifie de "malade de la vérité". En 1962, il défend quatre diplomates : André Mattei, Jean-Paul Bellivier, Henri Mouton, et André Miquel accusés d'espionnage par le gouvernement de Gamal Abdel Nasser, qu'il fait libérer après l'intervention du roi du Maroc et du comte de Paris. Le 26 mai 1967, il s'interroge sur le statut juridique du Golfe d'Aqaba à la veille de la Guerre des Six Jours.
En 1974, après la prise d'otages de l'ambassade de France aux Pays-Bas, par l'armée rouge japonaise, au lendemain de l'attentat du Drugstore de Saint-Germain-des-Prés, revendiqué par Carlos, il déclare qu'une ambassade n'est pas une extraterritorialité et détient une immunité[source insuffisante]. Il défend, l'année suivante, Patrick de Ribemont, commanditaire présumé, selon Michel Poniatowski, de l'assassinat du prince Jean de Broglie, et fait, cette fois, condamner la France par la CEDH, les 10 février 1995 et 7 août 1996[source insuffisante].
En 1978, Il défend l'éditeur fasciste, Fernand Sorlot, contre la LICA, qui l'accuse d'avoir publié Mein Kampf. Selon lui, le livre d'Adolf Hitler est un document historique, qui doit être, à ce titre, librement consultable. Le 22 octobre 1981, défenseur de l'ancien milicien, Paul Touvier, depuis juin 1952, accusé de crimes contre l'humanité, il constate sa "dérobade" devant ses responsabilités et sa "lâcheté manifeste", préférant à la sagesse d'un "combat loyal et sans risques", déchaîner les démons dont il entend "faire le jeu" et perpétuer "le spectacle déplorable d'un homme qui se sert de ses enfants comme bouclier". En 1981, il devient l'avocat personnel de Jean Bedel Bokassa[source insuffisante] après avoir été inquiété pour avoir perçu des "blancs-seings" dont l'utilisation est "contraire à ses principes déontologiques", les socialistes s'intéressant à l'Affaire des diamants par l'intermédiaire de Roland Dumas. 
Le 10 août 1982, Geouffre de La Pradelle rappelle, après l'Intervention militaire israélienne au Liban de 1982, la jurisprudence interdisant le bombardement d'édifices et de populations civiles. Le 25 mars 1983, dans La Gazette du Palais, il qualifie Klaus Barbie de criminel "mineur" ou "ordinaire",, puis en 1984, dans la National-Zeitung, Rudolf Hess de « victime expiatoire, mal choisie »[source insuffisante].
Après les tempêtes de novembre 1982, propriétaire, en Corrèze de 250 hectares traversés par la rivière la Montane à Saint-Priest-de-Gimel et Gimel-les-Cascades et « afin d’alimenter en électricité le château de Saint-Priest, il envisage de transformer en micro-centrale autonome un barrage hydro-électrique désaffecté de longue date » qui lui est refusé, le 16 décembre 1992,,  jurisprudence utilisée par Maurice Papon, détenu à la prison de Fresnes, en 2001, auprès de la Cour européenne des droits de l'homme.

## Ouvrages
- La monarchie, Éditions internationales, 1944
- L'affaire d'Ascq, Éditions internationales, 1949
- Le problème de la Silésie et le droit, Éditions internationales, 1958
- Aux frontières de l'injustice, Albin Michel, 1979